# Al-Jumua

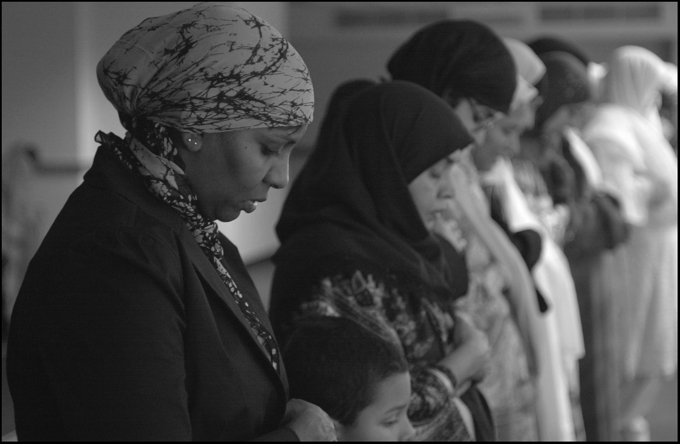
Fredagsbön.

Al-Jum'ua eller Al-Djumu'ah (arabiska: سورة الجمعة) ("Fredagsbönen") är den sextioandra suran i Koranen med 11 verser (ayah). Den skall ha uppenbarats för den islamiske profeten Muhammed under dennes period i Medina. I detta kapitel säger Gud till de troende att när det kallas till bönen på fredagen, så ska de skynda sig till att komma ihåg Gud och lämna handel.
Surans andra vers förklarar att Gud givit de hedniska folken (araberna) en apostel bland dem själva, för att lära dem om islam.
Det har återberättats från Jabir ibn Abdullah att när man deltog i bönen under en fredag, så kom det kameler med mat lastat. Folket gick mot kamelerna (och lämnade moskén), och bara tolv personer inklusive han själv stannade kvar (med Muhammed). Då uppenbarades versen som talar om folk som ser handel eller förströelse, och som lämnar Muhammed stående.